# ファイナルファイト
『ファイナルファイト』（Final Fight）は、1989年12月14日にカプコンからアーケードゲームとして発売されたベルトスクロールアクションゲーム。『ファイナルファイト』シリーズの1作目。略称はFF。
「第4回ゲーメスト大賞」にて大賞1位を獲得し、ゲーメストムック『ザ・ベストゲーム2』では「横スクロールアクションの代名詞的作品」と評された本作は、後に様々な家庭用機種にて移植およびリメイクされた上に、数作の続編が作られてシリーズ化（#評価、#移植版、#続編）、シリーズの全世界累計販売本数は320万本。

## 概要
本作の時代設定は1989年で大西洋に面した都市「メトロシティ」を牛耳る巨大な犯罪集団「マッドギア」に娘「ジェシカ」を攫われた市長「ハガー」と彼女の恋人「コーディー」、そして彼の友人「ガイ」は囚われの彼女を救出するためマッドギアに戦いを挑む。
プレイヤーは「ハガー」・「コーディー」・「ガイ」の3人から1人を選択し、街中から現れる敵キャラクターを倒していく。2人同時プレイも可能。

## システム
ゲーム本編のレイアウトは常に横向きだが、プレイヤーは上下（奥行きがあり、画面上は奥と手前への移動となる）左右に自由に移動できる。体力は画面上にゲージで表示される。
8方向1レバー+2ボタン（攻撃・ジャンプ）で操作。攻撃は連打で連続技を出せる（コーディーは4回、ガイは5回、ハガーは3回で1セット）。ジャンプ中も攻撃可能で、普通は飛び蹴りを出し、他の技にも変化する。
攻撃はプレイヤー同士でも当たってしまい、わずかにダメージを受ける。敵を投げる時も同じで、注意しなければ巻き込んだり巻き込まれてしまう。
必殺技があり、一定時間無敵になって周りを攻撃できるが、必殺技が敵にヒットした際に体力を微量に消費する（体力がゼロの時は使えない。また必殺技がヒットしなかった場合には体力は消費しない。敵ではなくドラム缶や木箱などにヒットした際は同様に体力を消費する）。攻撃を受けてのけぞっている間に出せる唯一の技であるため、攻撃というよりは緊急回避に近い。
相手に接触すると、相手を掴むことができる。掴み攻撃や投げることもできる。投げた方向に敵がいる場合、その敵もダメージを受けてダウンする。敵の中にもこちらを掴もうとするキャラクターがおり、掴まれたり倒れたりしたときは、素早く脱出・復帰もできる。
落ちているアイテムは得点アイテム・回復アイテム・武器アイテムの3種類がある。
武器アイテムを拾った後は武器を利用した攻撃を繰り出す。武器アイテムは一度でも敵の攻撃を受けると落としてしまい、落とした武器アイテムは大抵消えてしまう（稀に消えない場合もある）。また、面の変わり目に到達すると自動的に武器アイテムを手放してしまう。逆に言うと、投げることができるナイフ以外の武器（鉄パイプ、日本刀）は自分から手放すことができない。
武器での攻撃はパンチなどの通常攻撃に比べるとスキはあるが攻撃力がやや高くリーチも長い他、当てると必ず相手のダウンを奪えるため、大量の敵を相手にするとき有効である。

## アイテム
ラウンド中にあるドラム缶、ゴミ箱、木箱、樽、タイヤ、電話ボックス、看板、転がるドラム缶などの障害物を破壊すると出現する。柱などの背景に隠されているものもある。
回復アイテム
体力が満タンの時は得点が入る。
- 128ポイント回復（10,000点）- 原始肉、ステーキ、鳥の丸焼き
- 64ポイント回復（5,000点）- ハンバーガー、カレーライス、ピザ、ホットドッグ、寿司
- 32ポイント回復（3,000点）- リンゴ、オレンジ、ブドウ、パイナップル、バナナ
- 16ポイント回復（1,000点）- ソフトドリンク、ビール、ウィスキー、ガム

（総体力を144ポイントと換算）
家庭用では数種類のアイテムが削除されている。
得点アイテム
プレイヤーの残り人数は最初は10万点、以後20万点ごとに1人増える。
- 10,000点 - ダイヤモンド、金の延べ棒
- 5,000点 - ネックレス、指輪、宝石（オパール、エメラルド）
- 3,000点 - ドルの札束、円の札束、十円玉、時計
- 1,000点 - ハンマー、帽子、ラジオ、ハンカチ

武器アイテム
ナイフ、鉄パイプ、日本刀の3種類がある。詳細はシステムやプレイヤーキャラクターの項を参照。
ナイフは投げ（コーディーのみ、敵が一定距離内にいれば投げずに手に持って攻撃できる、その時はナイフが赤く光る）、鉄パイプと日本刀は振って攻撃する。
攻撃力：ナイフ=日本刀>鉄パイプ
画面上に複数の武器が出ているときは、代わる代わる持つことで武器を移動させられる。つまり、鉄パイプと日本刀を自力で手放すにはナイフに持ち替えるしかない。
鉄パイプと日本刀はリーチと攻撃力が上がるが、1発の攻撃速度が遅くなり、通常攻撃より縦に対する攻撃判定が狭くなる。
武器を持って画面の切り替わりに到達する（自動的に手放す）と得点が入る。
- 日本刀 - 1,000点
- 鉄パイプ - 800点
- ナイフ - 500点

## テクニック
基本戦法
囲まれると明らかに不利になるため、敵を一箇所に集め、背後を取られないように戦うのが基本となる。また普通に攻撃を受けるより、必殺技を使った方が基本的にダメージが少ない。
バックジャンプ
ジャンプとほぼ同時にレバーを自分の向きと逆に倒すと、バックジャンプする。飛距離は前ジャンプより長いが、これは敵から逃げやすいように配慮したため。バックジャンプ中にコーディーは膝蹴り、ガイは肘落とし、ハガーはボディプレスしかできない。普通のジャンプ攻撃は避けられることが多いが、この攻撃には敵は反応しない。
パンチ投げ
攻撃中に、最後の攻撃の代わりに相手を逆方向に投げる。投げのモーションには無敵時間があるため、挟み撃ちを受けたときや後方の敵を攻撃する際などに有効。
パンチはめ
攻撃中に逆方向を向いて空振りさせると、次にボタンを押したときは必ず1段目が出る。これを利用し、3段目（コーディー、ガイ双方）か4段目（ガイ限定）を逆向きに空振りさせ、再び攻撃を繰り返すと、相手を一切身動きさせないまま攻撃を浴びせ続けられる。ハガーでも可能だが、2段目を空振りさせる必要があるため難しい（ボタンにオート連射機能が無ければほぼ戦力にはならない）。敵に割込み攻撃されないよう素早い操作が必須。失敗のリスクは有るが、成功し続ければいかなる強敵も一方的に倒せる。ただしAC版のみ、ロキシーとポイズンには宙返りで回避されうる。
他の敵に攻撃されない1対1（攻撃が複数に当たればその限りではない）の状況で攻撃一発目を当てる必要があり、ボス戦は時間が経過すると敵が増えるなど多人数を相手にする状況が非常に多い本作では最後まで続く状況は限定される。反対側からはもとより正面でも様々な射程外攻撃で反撃される。
SFC版が発売された際に、各雑誌の攻略記事でほぼ必須テクニックの形で広く紹介された。
ゲームバランスを壊しかねないテクニックだが、開発陣はGBA移植の際に『ファミ通』誌上にて「パンチはめがなければ『ファイナルファイト』ではない」といった旨のコメントをしている。
ナイフカンスト
画面内に武器は6本（AC版）または3本（SFC版とガイ版、GBA版）までしか出現できないため、地面にナイフ、鉄パイプ、日本刀が計6本落ちていると、ハリウッドやエルガドがナイフを出してこなくなる。エディ・Eの撃つ弾丸やベルガーの撃つボウガンの矢も武器扱いであるため、ボス出現地点で武器が6本落ちていると、それらの攻撃ができなくなる。ベルガーの攻撃はボウガンのみなので、無力と化す。
錬金
障害物を破壊する2フレーム後（30分の1秒後）にレバーが入力されていると、中身が必ず高価な得点アイテムであるダイヤモンドか金塊になる現象。中身が固定されている障害物や必ず中身が空である場合でも変化するため、大幅なスコアアップが見込めるが、タイミングは非常にシビアである。ラウンド6の落ちてくるシャンデリアでさえも可能。
このテクニックが発見されたため、全国のハイスコアが大きく塗替えられた。一部では一連の入力をインプットし、確実に錬金できるようにする「錬金ボタン」を自作・搭載した筐体も現れた。
樽乗り回避
AC版でのみ可能。第2ラウンド地下鉄内で最後の運転席に樽が5個ある。その樽に乗ると敵が攻撃しなくなるので、しばらく待つと電車が止まり、敵を倒さずに次の面に行ける。

## その他
ゾンビ化現象
AC版のみ起こる現象。自キャラクターが復活するとき、画面上の立っている敵全てがごく僅かのダメージ（復活ダメージ）を受けダウンする。こちらが敵を倒す瞬間にこの復活ダメージを同時に当てると、その敵が死ななくなってしまう。体力ゲージは無くなり、また攻撃を当ててものけぞりポーズすら出ず、掴むこともできない。こちらへの攻撃を防ぐすべは無いため、敵キャラクターがこの状態になるとゲームを進めるのはほぼ不可能になる。エルガドやハリウッドと戦っているとき、よく起こる。

## 英語版
英語版では日本版から様々な変更点が存在する。以下に列挙する。
- ポイズンとロキシーは当初は女性キャラクターの設定だったが、アメリカでの稼動中に夫からドメスティックバイオレンスを受けていた女性から「女性に対する暴力を助長する」という抗議を受けた際、カプコンが「実は彼女ではなく彼だから問題ない」と返したのがきっかけでニューハーフとして扱われるようになった。ただしこの設定は本来北米仕様のもので、少なくとも日本では女性の設定のままとされている[6]。英語版のSFC版とGBA版ではシド（SID）とビリー（BILLY）という男性キャラクターに差し替えられている（オレンジの髪がシドで、緑の髪がビリー）。
- オープニングにて日本版アーケード版でジェシカが映るシーンでは彼女はブラジャー姿にされているが、英語版アーケード版ではジェシカが映るシーンをカットされ、英語版のメガCD版では彼女の衣装は赤いドレスに変更されている。SFC版とGBA版では日本版でも赤いドレスである。
- 英語版のSFC版とメガCD版ではダムドはスラッシャー（THRASHER）、ソドムはカタナ（KATANA）に改名されている。
- ベルガーは戦闘当初車椅子に乗っているが、英語版では安楽椅子に変更されている。前述した内容に近い「障害者を虐待している」とアメリカから抗議された逸話がある。既出であるが車椅子仕様なのは容量削減のためであり、カプコン側は「その後は飛び跳ねており、彼は歩けるが車椅子に座っているだけ」と反論した[要出典]。
- 回復アイテムであるウィスキーが「C」と書いてある小瓶のドリンク、ビールがルートビアに変更されている。
- ボーナスステージの開始時に「Ready go!」と言うテキストが出るが、英語版では「Ready begin!」というテキストに変更されている。
- ボーナスステージの車破壊ゲームの指示用テキスト「Break Car!」が「Trash Car!」になっている。また車を破壊した後、車の持ち主が「Oh my god!」と言う台詞が「Oh my car!」に変更されている。さらにボイスも違う。

## ストーリー
西暦1989年。広大なアメリカ大陸では、人々のさまざまな思惑が渦巻いている。大西洋に面した超犯罪都市、メトロシティでは平和も秩序もなく、暴力と死が支配していた。それは、巨大な暴力集団「マッドギア」が悪の限りを尽くしていたからである。しかし、正義感あふれる男、マイク・ハガーが市長に就任し、「マッドギア」に対し徹底的な攻撃を加えた。その時から、市長と組織との過激な戦いは火蓋を切った。
「マッドギア」の勢いが弱まったかのように見えたが、彼らはもっとも卑劣な手段で報復を開始した。市長の娘であるジェシカを誘拐し、人質とした上で警察に手を引かせるよう脅迫してきたのである。 
怒りを爆発させたハガーは一人のストリートファイターとして、またジェシカの恋人であるコーディーと、その友人である忍術の達人ガイはそれぞれ「マッドギア」に立ち向かうこととなる。3人は「マッドギア」を壊滅し、ジェシカを救出するために行動を開始した。

## ステージ構成
ラウンド1 - スラム街（SLUM）
スラム街→地下道→地下鉄駅前（ボス）と進む。
ラウンド2 - 地下鉄（SUBWAY PARK）
プラットホーム→地下鉄車内→線路上→地下プロレスリング（ボス）と進む。
ボーナスステージ1
車破壊。制限時間内に左右のドアとボンネットを破壊する。鉄パイプが落ちている。車の持ち主はブレッドであり、ステージ終了後に登場して涙を流す演出がある。
ラウンド3 - ウエストサイド（WEST SIDE）
街中→酒場→金網リング→街中（ボス）と進む。酒場から街中へ出ようとするとアンドレJr.がプレーヤーを捕えて金網リングに連れていく演出がある（SFC版とガイ版ではこの演出はない）。
ラウンド4 - 工業地帯（INDUSTRIAL AREA）
工場→エレベーター（ボス）と進む。工場前半部は床から炎が噴き出る仕組みになっており、これを利用して敵の自滅を待つ手段もある。このステージはSFC版とガイ版には無い。GBA版はこれをネタにZERO3版コーディーが「確か警察官（エディ・E）を倒した後、そのまま海沿いを歩いたはず」と呟いている。
ボーナスステージ2
ガラス破壊。制限時間内に16枚のガラスを割る。ガラスの中心を叩けば1発で割れ、中心から少しずれるとひびが入る（もう1発叩けば割れる）。端を叩くと回転し、巻き込まれると倒れてしまい、ダメージは無いが時間のロスになる。SFC版とガイ版、GBA版では湾岸地帯の後に始まり、ガラスがある配置も変わっている。
ラウンド5（SFC版とガイ版はラウンド4） - 湾岸地帯（BAY AREA）
公衆トイレ（スプレーで書かれた "SEXY"（SFC版とガイ版、GBA版では "KISS"）という落書きがある）を間に挟むだけで、湾岸地域を一直線に進んでいく。フェードアウトして画面が切り替わらず、また残り時間の回復が無い唯一のステージ。尚、アーケード版にはスコア関連にバグがあり、このラウンド以降どんなにスコアを稼いでもエクステンドしないようになっている。
ラウンド6（SFC版とガイ版はラウンド5） - アップタウン（UP TOWN）
ビル手前とビル玄関→エレベーターで移動→ビル中庭→ビル内部→最上階（ボス）と進む。エレベーターで移動する最中に敵は登場しない（SFC版とガイ版、GBA版は移動する演出もない）。ビルの内部ではシャンデリアが落下し、当たるとダメージを受けるが、敵の体力を減らすのにも利用できる。また、中にアイテムが入っていることもある。シャンデリアの他は、通るとキャラクターが見えなくなる柱の内側にアイテムが隠れている。

## キャラクター

### 主人公側

#### プレイヤーキャラクター
2人で協力してのプレイも可能で、その場合この3人から2人を選んでゲームを進める。キャラクターの詳細については当該項目を参照。
コーディー（CODY）
本作の主人公。ジェシカの恋人。ケンカの天才でありマーシャルアーツとナイフ捌きの名手。
攻撃判定の大きいジャンプ膝蹴りや、リーチは短いながらも（ソドムの剣なしタックルを目押しで止められる）食らい判定の小さいパンチ、ナイフを手持ち武器として使うことができるなど、性能面では他の2人に比べてかなり優遇されている。パンチ連打はガイより攻撃力は高いが、ややスキが生じ、敵が多いとアンドレの突進をパンチで止められないことがある。
ガイ（GUY）
武神流忍法の伝承者の忍者であり、格闘技の達人。コーディーの友人であり、義侠心から助太刀をする。
他の2人より動作が素早く、歩く速度も最も速い。三角跳びが使用可能。日本刀を使うと攻撃判定が広がる。パンチはコーディーと比べて攻撃力が低く、ソドムの剣なしタックルをパンチで止められないが、ほぼスキがなく、アンドレの突進を確実に止められる。また、パンチのリーチはコーディーより若干長い。
エンディングではコーディーを追いかけてきたジェシカと二人きりにさせるのに、コーディーに手荒い祝福を与えて去って行く（この演出はガイが登場しないSFC版ではカットされている）。
マイク・ハガー（MIKE HAGGAR）
ジェシカの父親でメトロシティ市長。元プロレスラー。
強力な投げ技と高い攻撃力を持つ。つかみ判定も広く、敵を持ち上げたまま歩くことができる。通常投げのバックドロップは、直後にパンチ投げを続ければ無敵時間が途切れず持続させることができるので、多くの敵に囲まれても必殺技を使わずに対処できる。ただその状態に持っていくまでが非常に難しい、上級者向けキャラクター。パンチはリーチが長く攻撃力が最も高いが、振りが遅く、アンドレの突進を唯一パンチで止められない。
鉄パイプを使うと素早く振ることができる。また、鉄パイプはSFC版とガイ版とGBA版では日本刀やナイフと同等の攻撃力になる。
敵を掴んでからジャンプ→Aボタンで出せる「フライングパイルドライバー」はゲーム中最高の攻撃力を誇る。
エンディングで妻とは死別していることが明らかにされている。

#### ノンプレイヤーキャラクター
ジェシカ（JESSICA）
ハガーの娘でコーディの恋人。ゲーム上では1面のダムドにさらわれるシーンの他、最終面のベルガー出現シーンで共に登場する。デモ画面時のテレビに映るシーンで彼女がブラジャーの姿にされているのは日本のアーケード版のみの演出である（ただし、PS2に収録されている『カプコン クラシックス コレクション』〈AC版をほぼそのまま収録〉とメガCD版でもこの演出がある）。家庭用版の同シーンでは誘拐時に着ている赤い服に変更されている。
日本国外版では、ジェシカが写されず悲鳴が聞こえてくるだけになっている。

### マッドギア

#### 雑魚キャラクター
ブレッド（BRED）、ダグ（DUG）
最も弱い雑魚キャラクター。ブレッドは灰色の服を着た白人男性。ダグはサングラスと赤い服を着用したスキンヘッドの黒人男性。AC版でドラム缶を転がしてくる方は体力が低い。ブレッドはSFC版の取扱説明書では「ポルちゃん」という通称がある設定が存在しており、最初のボーナスステージで破壊する車輛の持主でもある（ただし、GBA版および携帯アプリ版では灰色の服のダグに変わっている）。
『マイティ』にはブレッドに見た目と能力が似ている雑魚キャラクター「アイアン」が登場する。
ジェイク（JAKE）、シモンズ（SIMONS）
二番目に弱い雑魚キャラクター。ベストを着用している。ジェイクは青い服を着たヒゲ面の男性。シモンズはサングラスと黄色い服を着用した黒人男性。飛び蹴りをする以外は性能的にブレッドやダグと大差が無い（ただしSFC版、ガイ版、GBA版、携帯アプリ版では飛び蹴りをしない）。
J（ジェイ）、ツーピー（TWO. P）
素早い動きで一気に間合いを詰めてのパンチが特徴的な敵。不意の一撃を喰らいやすいが、体力は低め。なお、たまに繰り出すダッシュには無敵時間がある。
Jは青のバンダナと黄色の上着と青のジャージを着用した逆立った金髪の男。ツーピーはサングラスと橙色の上着と緑のジャージを着用したモヒカン頭の男で、書籍では「同じカプコン開発のシューティングゲーム『ロストワールド』の2Pキャラクターと似ていることからその名がついたという説が有力」と書かれている。ツーピーの背中の絵はAC版とX68000版、CD版はナイフとドラゴンであるのに対し、SFC版とガイ版、GBA版はJと同じくプルトニウムのマークである。
『マイティ』にはJに見た目と能力が似ている雑魚キャラクター「ゲイル」が登場する。
アクセル（AXL）、スラッシュ（SLASH）
バイカースタイルで筋肉質な体格の敵。プレイヤーの攻撃を的確にガードし、非常に攻撃力の高いハンマーナックルや蹴り技で攻撃してくる。アクセルは灰色の服と赤のバンダナを着用した長髪の男性。スラッシュは焦げ茶色の服を着用した短髪で褐色肌の男性。
『マイティ』には外見は違うが能力が似ている雑魚キャラクター「サージ」が登場する。
グラハム・オリバー（Graham ORIBER）、ビル・ブル（BILL BULL）、ワン・フー（WONG WHO）
肥満体の大柄な男。巨体を活かした頭突き攻撃が得意で、登場時には画面外から突進してくることが多い（特に複数が時間差をおき、変則的に走ってくる）。その場で頭突きやハイキックを放つこともある。グラハム・オリバーは青いズボンを着用し、揉み上げだけ残したスキンヘッドに吊り目の男。ビル・ブルは灰色のズボンを着用し、ヒゲと側頭部の髪を伸ばして頭頂部が禿げあがった男。ワン・フーは緑色のズボンを着用した辮髪頭の中国系。
ハリウッド（HOLLY WOOD）、エルガド（EL GADO）
ゲリラのような格好をした細見かつ長身の男。スライディングとボディブローの他に、ナイフを使った多彩な攻撃を仕掛けてくる。オレンジ色の服と帽子がハリウッド。薄黄色の服とヘアバンドのヒゲ面がエルガド。
ハリウッドのみ火炎瓶を持った赤い衣装の個体がいる。赤い衣装のハリウッドは火炎瓶を投げてすぐに逃げるが、体力が極端に低く、自分の投げた火炎瓶の火柱で自滅することもある。なお、火炎瓶は破壊できる。また、赤い衣装のハリウッドは一画面に置かれている武器の数に比例して画面中に登場する人数が代わり、一画面に武器が6個あると全く登場しなくなる。
エルガドは『リベンジ』にもプレイヤーキャラクターの一人として登場し、サソリの動きを模した奇妙な拳法を使う。また『ストリートファイターZERO』シリーズでは両者ともにロレントの部下として登場し、ハリウッドはスーパーコンボ「テイクノープリズナー」使用時にロレントを援護する。
『マイティ』には顔は違うが衣装と能力が似ている雑魚キャラクター「テキーラ」が登場する。
ロキシー（ROXY）、ポイズン（POISON）
外見は女性だが、実はニューハーフ（スーパーファミコン版の説明書に記載されているが、アーケード版発売後に付けられた設定なので、ゲーム上ではニューハーフの描写はない）。マッドギア構成員の中で特に身軽で、時々トンボ返りしながら登場する。アーケード版とCD版は攻撃の最中でも抜けられることが多い。攻撃力の高いジャンプキック、急に繰り出すサマーソルトキック（SFC版、ガイ版、GBA版、携帯アプリ版では使用しない）が得意技。髪色がオレンジの方がロキシーで、ピンク色の方がポイズン。
『マイティ』に登場しているのはポイズンの妹の「ポイズンキッス」で正真正銘の女性だが、兄と同様のニューハーフと間違えられて迷惑しているという設定。近づくとビンタ攻撃。遠くからはアクロバットキック攻撃をしかけてくる。
ポイズンは『ストリートファイターIII』シリーズ（『2nd』以降）でヒューゴー（下記を参照）のマネージャーとしても登場している。また、『リベンジ』『ストリートファイター X 鉄拳』『ウルトラストリートファイターIV』『ストリートファイターV』にプレイヤーキャラクターとして登場し、本編と違ってムチ攻撃を使う。『リベンジ』の日本版で追加されたエンディングでは当初の設定通り本物の女性になっている。
ロキシーはプレイヤーキャラクターとしての登場はないが、『ストリートファイターV』におけるアビゲイル、ポイズン、ルシアのストーリーに登場。マッドギアの壊滅後、アビゲイルが社長を務める中古車販売店に勤めている。性格はポイズンとは対称的で子供っぽくなっている。
アンドレJr.（ANDORE Jr.）、アンドレ（ANDORE） 、F.アンドレ（F. ANDORE）、G.アンドレ（G. ANDORE）、U.アンドレ（U. ANDORE）
アンドレ・ザ・ジャイアントがモチーフの大男。ラウンド2から登場する。アンドレと姿は同じだが色違いの弟（アンドレJr.）や父（F.アンドレ）、祖父（G.アンドレ）、叔父（U.アンドレ）がいる。
F.アンドレとG.アンドレはラウンド3の中盤の地下リングで1回しか出ない（2人同時プレイではU.アンドレも登場する）。F.アンドレ、G.アンドレ、U.アンドレはダウン後の起き上がりにボスキャラクターたちと同じく無敵時間が存在する。
突進、ヒップドロップ、首絞め、パイルドライバーなどの多くの攻撃を持ち、また体力が最も多い中ボス級の敵キャラクター。アンドレはハガーと共に『ファイナルファイト』シリーズ全てに登場しているキャラクターであり、他ゲームのステージ背景や関連するキャラクターのエンディングなどにも度々登場する。
『リベンジ』にもプレイヤーキャラクターとして登場した。また、『ストリートファイターIII』シリーズ（『2nd』以降）ではアンドレに類似した「ヒューゴー」というキャラクターが登場する。『ウルトラストリートファイターIV』でも復活したが、公式ブログにてアンドレとヒューゴーは同一人物ということが明言された。

#### ボスキャラクター
ボスキャラクターの注意すべき共通点は、ダウンさせた後の起き上がりから僅かの間は無敵という点である。しかしボスキャラクターを倒せば、画面内の雑魚敵は自滅する。
ダムド（DAMND）
身長：218cm / 体重：201kg / 出身：アメリカ
ラウンド1のボス。金髪でサングラスをかけているレゲエ風の大柄な黒人。ジェシカを誘拐した張本人。マッドギアの幹部でありながらFBIとも通じており、金のためなら何でもやる卑劣漢。ストロベリー・サンデーが大好物（SFC版の説明書より）。ある程度ダメージを与えるとプレイヤーの技がヒットしない場所に2回ほど逃げて、口笛で雑魚敵を何人か呼び、しばらくすると跳び蹴りを繰り出す。デモ画面でハガー相手に手の込んだ宣戦布告をする他、ラウンド1開始時にも一瞬だけ姿を見せて、ジェシカを連れ去る（SFC版ではカット）。
『マイティ』では「ゲヒゲヒ」と笑い、プレイヤーがボス戦前の会話の選択肢で小馬鹿にすると勝手にダメージを受ける。『リベンジ』にも登場し、エンディングでは女性をナンパしてフラれている。
『ストリートファイターZERO』ではソドムのエンディングに登場し、『ストリートファイターZERO2』ではガイステージの背景に登場する。SNK作品の『SNK VS. CAPCOM SVC CHAOS』では春麗のエンディングに登場し、『SNK VS. CAPCOM 激突カードファイターズ』シリーズでは個別キャラクターカードが存在する。
ソドム（SODOM）
身長：190cm / 体重：98kg / 出身：不明
ラウンド2のボス。唯一ステージボスの中では、単独で勝負を挑む。上半身にアメフトの防具を装着し、頭には日本の兜を被った、怪しい出で立ちのアメリカ人。両手に持った日本刀の攻撃力は高いが、この刀はプレイヤーも奪って使える。素手のときはアメフト仕込みのタックルで戦い、この技の当たり判定は非常に大きい。しかも打撃に対する耐久力が他のボスに比べて遥かに高く、掴み攻撃・武器攻撃以外では殆どダメージを与えられない。「カプコンゲームの2面ボスは初心者の壁」という後の定説の嚆矢になった強ボスである。
『マイティ』では3兄弟となっていて、後のステージ（『マイティ』の第4ステージと最終ステージ）にも登場し、それぞれ兜の色と攻撃パターンが異なる。
後に『ストリートファイターZERO』シリーズで使用キャラクターとして登場し、使用武器が十手に変更されている（『ZERO3』のX-ISMのみ日本刀）。
エディ.E（EDI. E）
身長：204cm / 体重：145kg / 出身：アメリカ
ラウンド3のボス。警察官でありながらマッドギアの幹部を務めており、その立場を利用して様々な悪事に手を染めている卑劣漢。拳銃と警棒が武器。登場時に彼はガムを吐き捨てるが、その吐いたガムが回復アイテムになっており、拾う（食べる）と体力が大幅に回復する他、体力が満タンの場合には42,910点のボーナスが入る（この点数は本作の企画者NINの誕生日〈昭和42年9月10日〉である）。攻撃範囲が広く、不用意に近づくと掴まれて銃底で殴られるか警棒で直接殴られる。また体力が少なくなると、距離を取りながら拳銃を発砲してくる（仲間であるはずの雑魚敵も当たると大ダメージを受ける）。さらに倒すと、起き上がって悶え苦しむ背後に当たり判定があり、攻撃すると得点も入る。好物は血のしたたるステーキ。『マイティ』では登場しない。
『ストリートファイターZERO2』ではガイステージの背景、『ストリートファイターZERO3』ではコーディーの勝利ポーズに登場する。
ロレント（ROLENTO）
身長：182cm / 体重：80kg / 出身：アメリカ
ラウンド4のボス。元軍人で、棒術に加え、手榴弾も使う。プレイヤーと対決する前に梯子を上りながら手榴弾を落とすが、同時に武器アイテムと回復アイテムも落とす。体力のある時は棒術と飛び蹴りと投げ技で戦い、体力が少なくなると手榴弾をばら撒く。倒されると手榴弾で自決するが、この際の爆風でプレイヤーはダメージは受けない。SFC版（『ガイ』も同様）と『マイティ』では登場しない一方、『ファイナルファイト2』には登場する。
後に『ストリートファイターZERO』シリーズ（『ZERO2』以降）、『ウルトラストリートファイターIV』などに使用キャラクターとして登場する。
アビゲイル（ABIGAIL）
身長：238cm / 体重：265kg / 出身：オランダ
ラウンド5のボス。マッドギアで一番の怪力の持ち主だが、頭は悪い。SFC版では攻撃力がAC版より上がっている。エディ.Eと同様に倒すと悶え苦しむ背後に当たり判定がある。『マイティ』では3面のボスと5面の中ボスとして登場する。ボスキャラクターでは唯一『リベンジ』には登場しない。
『ストリートファイターZERO2』ではガイのホームステージ背景、『ウルトラストリートファイターIV』では「Mad Gear Hideout」にて他のマッドギアの元メンバーたちと共に登場する。後に『ストリートファイターV』のダウンロードコンテンツとして使用キャラクターになる。
ベルガー（BELGER）
身長：不明 / 体重：不明 / 出身：不明
最終ボス。巨大企業の総帥であると同時に、マッドギアを裏から操っている。歩くのが面倒臭いらしく（カプコンの開発スタッフの談によれば「歩くキャラパターンを作る容量がなかった」らしい）、最初は車椅子に座り、膝に乗せたジェシカを盾にしながらボウガンを連射して登場する。ベルガーが車椅子に乗っている状態ではダメージを与えられないが、投げ技をかけて車椅子から降ろすとダメージを与えられるようになる。車椅子から降ろされるとジャンプするか小刻みにステップして移動する。最終的にはコーディーたちの活躍で窓を突き破り、ビルから転落死した。
攻撃手段はボウガンの矢しかないが、威力が非常に高い。しかし、この矢は通常攻撃でも叩き落せる。
『マイティ』では体の半分をサイボーグ化して登場し、ロケットパンチを放ってくる。『リベンジ』ではゾンビ化して再登場する。

## 移植版
| No. | タイトル                                      | 発売日                                                  | 対応機種                                                        | 開発元             | 発売元    | メディア                                                           | 型式                                   | 売上本数 | 備考 |
| --- | --------------------------------------------- | ------------------------------------------------------- | --------------------------------------------------------------- | ------------------ | --------- | ------------------------------------------------------------------ | -------------------------------------- | -------- | --- |
| 1   | ファイナルファイト                            | 1990年12月21日 1991年9月 PAL 1992年12月10日             | スーパーファミコン                                              | カプコン           | カプコン  | 8メガビットロムカセット                                            | SHVC-FT SNS-FT-USA SNSP-FT-EUR         | 148万本  | |
| 2   | Final Fight                                   | 1991年                                                  | Amiga Atari ST Amstrad CPC コモドール64 ZX Spectrum             | Creative Materials | U.S. Gold | フロッピーディスク                                                 | -                                      | -        | |
| 3   | ファイナルファイト・ガイ                      | 1992年3月20日 1994年6月                                 | スーパーファミコン                                              | カプコン           | カプコン  | 8メガビットロムカセット                                            | SHVC-FY SNS-FY-USA                     | -        | 初回生産分のみシングルCD付 |
| 4   | ファイナルファイト                            | 1992年7月17日                                           | X68000                                                          | エス・ピー・エス   | カプコン  | 5インチ2HDフロッピーディスク2枚組                                  | -                                      | -        | |
| 5   | ファイナルファイトCD                          | 1993年4月2日 1993年5月3日 PAL 1993年4月4日              | メガCD                                                          | A Wave             | セガ      | CD-ROM                                                             | G-6013 4410 PAL 4410                   | -        | |
| 6   | マイティファイナルファイト                    | 1993年6月11日 1993年7月 PAL 1993年8月                   | ファミリーコンピュータ                                          | カプコン           | カプコン  | ロムカセット                                                       | CAP-SD NES-MF-USA NES-MF-EEC           | -        | アレンジ移植 |
| 7   | ファイナルファイトONE                         | 2001年5月25日 2001年9月26日 2001年9月28日               | ゲームボーイアドバンス                                          | サン・テック       | カプコン  | 32メガビットロムカセット                                           | AGB-AFFJ-JPN AGB-AFFE-USA AGB-AFFP-EUR | 約5万本  | アレンジ移植 |
| 8   | ファイナルファイト Area-A                     | 2003年1月16日                                           | J-スカイ （Javaアプリ）                                         | カプコン           | カプコン  | ダウンロード （カプセル@カプコン）                                 | -                                      | -        | ステージ1から3までを収録 |
| 9   | ファイナルファイト Area-B                     | 2003年2月3日                                            | J-スカイ （Javaアプリ）                                         | カプコン           | カプコン  | ダウンロード （カプセル@カプコン）                                 | -                                      | -        | ステージ4から6までを収録 |
| 10  | ファイナルファイト                            | 2003年4月7日                                            | 504iシリーズ専用 （iアプリ）                                    | カプコン           | カプコン  | ダウンロード （カプコンパーティ）                                  | -                                      | -        | |
| 11  | カプコン クラシックス コレクション            | 2005年9月2日 2005年11月18日 2006年3月2日                | PlayStation 2                                                   | カプコン           | カプコン  | DVD-ROM                                                            | SLUS-21316 SLES-53661 SLPM-66317       | -        | 初の完全移植版 |
| 12  | Capcom Classics Collection Remixed            | 2006年3月22日 2006年7月21日                             | PlayStation Portable                                            | カプコン           | カプコン  | UMD                                                                | ULUS-10097 ULES-00347                  | -        | |
| 13  | ファイナルファイト                            | 2007年4月17日 2007年5月7日 2007年4月27日                | Wii                                                             | カプコン           | カプコン  | ダウンロード （バーチャルコンソール）                              | -                                      | -        | スーパーファミコン版の移植 |
| 14  | カプコン クラシックス コレクション Best Price | 2007年10月11日                                          | PlayStation 2                                                   | カプコン           | カプコン  | DVD-ROM                                                            | SLPM-66852                             | -        | 廉価版 |
| 15  | ファイナルファイト                            | 2010年4月1日                                            | FOMA905i/705iシリーズ （iアプリ） BREW3.1以上 （EZアプリ）      | カプコン           | カプコン  | ダウンロード （カプコンパーティ（i）） （とりきり★カプコン（EZ）） | -                                      | -        | |
| 16  | Final Fight DOUBLE IMPACT                     | 2010年4月14日                                           | Xbox 360 (Xbox Live Arcade) PlayStation 3 (PlayStation Network) | カプコン           | カプコン  | ダウンロード                                                       | -                                      | -        | 『マジックソード』との同時収録 |
| 17  | カプコンアーケード                            | 2011年4月1日                                            | iPhone (iOS)                                                    | カプコン           | カプコン  | ダウンロード                                                       | -                                      | -        | |
| 18  | マイティファイナルファイト                    | 2014年1月29日 2014年11月27日 2014年10月9日              | ニンテンドー3DS                                                 | カプコン           | カプコン  | ダウンロード （バーチャルコンソール）                              | -                                      | -        | ファミコン版の移植 |
| 19  | ファイナルファイト                            | 2014年8月6日 2013年10月3日                              | Wii U                                                           | カプコン           | カプコン  | ダウンロード                                                       | -                                      | -        | スーパーファミコン版の移植 |
| 20  | マイティファイナルファイト                    | 2014年11月27日 2014年12月18日 2015年2月10日             | Wii U                                                           | カプコン           | カプコン  | ダウンロード （バーチャルコンソール）                              | -                                      | -        | ファミコン版の移植 |
| 21  | ファイナルファイト ONE                        | 2015年7月16日 2015年7月29日                             | Wii U                                                           | カプコン           | カプコン  | ダウンロード （バーチャルコンソール）                              | -                                      | -        | ゲームボーイアドバンス版の移植 |
| 22  | ファイナルファイト                            | 2016年8月9日                                            | Newニンテンドー3DS                                              | カプコン           | カプコン  | ダウンロード （バーチャルコンソール）                              | -                                      | -        | スーパーファミコン版の移植 |
| 23  | カプコン ベルトアクション コレクション        | ダウンロード版 2018年9月20日 パッケージ版 2018年12月6日 | PlayStation 4 Nintendo Switch Xbox One Steam                    | カプコン           | カプコン  | ダウンロード・ディスクROM                                          | -                                      | -        | 『ザ・キングオブドラゴンズ』・『キャプテンコマンドー』 ・『ナイツ オブ ザ ラウンド』・『天地を喰らうII 赤壁の戦い』 ・『パワード ギア』・『バトルサーキット』との合同収録作 |
| 24  | カプコンアーケードスタジアム                  | INT 2021年2月18日                                       | Nintendo Switch                                                 |                    | カプコン  | ダウンロード                                                       | -                                      | -        | アーケード版の移植、「パック2 アーケード絶頂期!」に収録。 |
| 25  | カプコンアーケードスタジアム                  | INT 2021年5月25日                                       | PlayStation 4 Xbox One Steam                                    |                    | カプコン  | ダウンロード                                                       | -                                      | -        | アーケード版の移植、「パック2 アーケード絶頂期!」に収録。 |
| 26  | ファイナルファイトCD                          | INT 2022年10月27日                                      | メガドライブ ミニ2 SEGA Genesis Mini 2                          | エムツー           | セガ      | プリインストール                                                   | HAA-2524 MK-16310                      | -        | メガCD版の移植 |

一部の家庭用では1UPや一定時間無敵などの特殊アイテムが存在する。
スーパーファミコン版
1990年12月21日発売。カプコンのスーパーファミコン参入第1弾ソフト。発売当時のROM容量の都合とハードの性能差により、元のアーケード版と比較すると異なる部分が多い。
2007年4月17日からWiiの、2014年8月6日からWii Uの、2016年8月9日からNewニンテンドー3DSのバーチャルコンソールで配信された。
- アーケード版から変更された箇所

- ガイが削除され、選択可能なキャラクターがコーディとハガーのみ。
- ラウンド4が丸ごと削除された。
- 2人同時プレイの削除。
- 1画面に同時に登場する敵キャラクターの減少（最大10人から3人になった）。
- オープニングデモのジェシカの衣装がブラジャーから赤いドレスに変更。
- シーン切り替え時の演出の削除、プレイヤーキャラクターおよび敵キャラクターの一部音声のカットと変更、一部背景の描き込みの簡略化、一部アイテムの削除。
- コンティニューするとラウンドの最初に戻される。コンティニューは3回まで。
- ラウンド5（AC版のラウンド6）のエレベーターを降りた後のBGMがAC版のラウンド4の前半部分と同じになっている（本来は同ラウンド4の後半部分と同じで、本作ではこのBGM自体が収録されていない。これは後述する『ガイ』でも同様）。
- 時系列が1990年になっている（ガイ版も同様）。

Amiga版
1991年発売。移植担当はCreative Materials、販売担当はU.S. Gold。移植作では初めてハガー、コーディ、ガイが全員選択可能だった作品。アーケード版のオープニングデモ、キャラクター紹介をほぼ忠実に再現している。SFC版では削除されたラウンド4がプレイ可能であり（ただし途中までしか収録されていない。詳細は後述）、画面上に出てくる敵数も最大4人である。しかし、アーケード版と比較すると多くの相違点がある。
- 主な相違点

- ゲーム中、BGMが流れるのはオープニングとエンディングのみ。
- ダムドが雑魚敵を呼ばない（その代わり、お供にアンドレが登場する）。
- 敵キャラクターの体力が低めに設定されている。
- ラウンドクリア後のクリア表示がカットされている。
- 色数が少ない。
- 敵キャラクターを倒した直後にスプライトが消える。
- アンドレJr.のドットパターンがアビゲイルと同じ。そのため、ラウンド5のボスが登場しない。
- ラウンド4の序盤で出現する炎が全てカットされている。
- ラウンド4が前半部分しか収録されていない（エレベーター→ボスまでの道は全てカットされており、ロレントも出現しない）。
- ドラム缶などの障害物が全く出現しない。アイテムは道中にそのまま放置されている。
- ベルガーの体力を減らしても行動パターンが変わらない。また、ベルガーの車椅子にジェシカは乗っておらず、倒しても窓から落ちずにそのまま消える。
- エンディングは「あなたはマッドギアのボスを倒し、メトロシティの人々に安全が戻った」という旨のメッセージが表示されるのみ。

Atari ST版
1991年発売。内容はAmiga版をベースに、原作のBGMが収録された他、4面の序盤で炎が出現する。しかし4面後半がプレイできない、エンディングがメッセージが流れるのみでエンディングのBGMも収録されていないなど、Amiga版のアーケード版との相違点もほぼそのままである。
スーパーファミコン版 『ファイナルファイト・ガイ』
1992年3月20日発売。前作のSFC版ではROM容量の都合で削られてしまったガイは、使用キャラクターとしてはむしろコーディー以上に人気があったため、ユーザーからの声に応える形で、プレイヤーキャラクターをガイにした特別編が数量限定で発売された。また、特典としてアレンジサウンドを収録したシングルCDも付属していた。
本作で初めて、起動開始時にカプコンオリジナルのサウンドロゴが流れるようになった。一方、同社のスーパーファミコンソフトで、パッケージ左上にストーリーと「ON （タイトル名）」と書かれたのは本作が最後となった。
本作は前作SFC版の再移植作となるため、ベースとなる基本部分は概ね同一であり、2人同時プレイやラウンド4の削除や、1画面内に同時に出現する敵キャラクターも3人までなどの仕様も据え置きとなる。また、ROM容量も前作と同じ8メガビットのままであり、今作ではガイと入れ替わりにコーディーがカットされており、プレイヤーはスタート時にガイかハガーのどちらかを選択してプレイする。
ただしオリジナルの要素もいくつか加えられており、主な変更・追加要素は以下の通り。また、後に発売された続編である『2』『タフ』、復刻リメイク版の『ONE』には、それらのいくつかの要素が受け継がれていった。
- 『ガイ』での追加変更箇所
オープニングにガイ主体のオリジナルのカットとセリフを追加。
アイテムに「1UP人形」と「無敵ジェシカ人形」の追加。
前作では難易度が8段階の数字表記だったが、本作ではイーズィー、ノーマル、ハード、エキスパートの4段階になった。
オプション画面のサウンドテストで、AC版ラウンド4の後半部分およびラウンド6のエレベーター以降のBGMだけは聴ける。
前作でカットされたラウンド3のバーの店内の客の絵を追加。
難易度をハード以上でクリアすると、ガイとジェシカが会話する本作オリジナルのエンディングが見られる。また、最高難易度のエキスパートでクリアすると、最後におまけとしてアーケード版のエンディングでガイがコーディーにパンチを1セット入れる演出がSDキャラクターによって再現。
体力回復アイテムの一部を変更（前作の骨付き肉、カレーライス、ぶどう、バナナが、本作では鶏の丸焼き、寿司、みかん、パイナップルになっている）。
ラウンド4の背景にいる犬に対し、プレイヤーキャラクターの足の間から顔をのぞかせる位置でしばらく待つと体力が回復する裏技の追加。
ゲームの難易度のバランスが変更されており、敵の配置が初代SFC版ではアンドレがいなかった所に、本作ではアンドレがいるなど若干違っている。また難易度のランクにより登場する敵の内訳も変化する。
前作では登場しなかったF.アンドレがラウンド3のG.アンドレの代わりに登場する。代わりにG.アンドレは難易度をハード以上にすると追加の敵として登場する。

X68000版
1992年7月17日発売。カプコンのX68000参入第1弾タイトル。MIDI対応。2MB以上のメインメモリを必須とするため、初代X68000やACE/PRO/PROIIなどでは増設する必要がある。SFC版と違って2人同時プレイができ、ラウンド4も削除されていない。また後述のメガCD版のように操作感覚が違うようなこともなく、パンチの連打速度もAC版と同等である。グラフィックもAC版をほぼ忠実に再現している。この頃の移植で唯一、2面最後の飛び蹴りを各キャラの掛け声に変更している。敵の出現数を増やす非公認パッチが存在する。移植度が高いが、X68000のスプライト表示上の制限による以下の変更がある。
- 出現する雑魚敵は4人までしか登場しない。ボス戦のみボスを含めて5人登場する場合がある。
- ドラム缶や樽などの配置や数が一部異なる。
- 敵がドラム缶を転がさない（ラウンド5・6の画面外からドラム缶が転がる演出は存在する）。
- ボーナスステージ2のガラスの配置が異なる。

メガCD版『ファイナルファイトCD』
1993年4月2日発売。発売はセガ。開発はA Waveでカプコンからの資料提供を受けて制作。AC版に登場していた全てのキャラクターを収録し2人同時プレイが可能、ラウンド4を含めた全ラウンドを収録など、先行発売のSFC版でカットされた要素を全て収録しているという点を売りとしていた。また、CD-ROMの大容量特性を活かした独自要素も多数盛り込まれており、新たに描き起こされたデモシーンのセリフやナレーションは声優のよるフルボイスで収録し、BGMはT's MusicがCDアレンジしたものを使用している。また本編とは別にタイムアタックモードも追加された。時系列は1992年になっている。
グラフィックは概ねAC版に準拠しており、画面上に出てくる敵の数も最大4人とSFC版より多いものの、プレイヤーキャラクターのパンチを出す速度が遅くキャラクターのアニメパターンが微妙にズレるなど、プレイ感覚や動きはアーケード版とは大分異なる仕上がりとなっていた。特にコーディーとガイのパンチ速度の仕様がAC版とは異なり、パンチの発生中に再度パンチを出すことができない（パンチはめは可能）。これはハードの仕様上の問題で、メガCD版ではゲームの処理上では同一フレーム中に2キャラクター以上を同時に書き換えて動かす余裕が無く、プレイヤーキャラクターがパンチを出した後に他のキャラクターの書き換えを行う為に2フレームの間を取っていることが起因する。そして2人同時プレイの場合は、1Pと2Pのキャラクターのモーションをフレーム毎に交互に書き換えるという手順を取っており、更にパンチが複数の敵にヒットした場合、敵キャラクターのパターンはプレイヤーキャラクターの書き換えを挟みつつ1体ずつ行う処理となっていた（キャラクターのアニメパターンのズレを感じるのはこれが要因）。ただ、これらの仕様を事前に理解しておけば、切れ間なくパンチ連打をすることによりAC版に近い攻撃判定の持続はゲーム上では可能である。
ファミコン版 『マイティ ファイナルファイト』
1993年6月11日発売。キャラクターが2頭身にデフォルメされていて、ダムドとの心理戦や、クイズ王になったアビゲイルのクイズやキス攻撃など、ファミコン向けにコミカルなアレンジがされている。
使用キャラクターはAC版と同じくコーディー、ガイ、ハガーの3人が登場するが、2人同時プレイはできない。システムはアクションゲームながらも、経験値によるレベルアップ制を取り入れていて、レベルが上がればそれぞれに用意された必殺技が使用可能になる。経験値は敵を倒すことによって増えていく。敵の倒し方次第で得られる値が決まるため、ボスでもザコでも倒し方が同じ場合は、得られる経験値も同じとなる。2014年1月29日からニンテンドー3DSの、2015年2月10日からWii Uのバーチャルコンソールで配信された。
オリジナル版とはプレイヤーが使用する技、ステージ構成、イベント、使用されているグラフィックとBGMが大きく異なる。
オリジナルのボスキャラクターのうち、エディ.Eとロレントは登場しない。本作ではソドムは3兄弟となり、第2ラウンドのボスは三男であり、第4ラウンドのボス戦に次男が、最終ラウンドでは最終ボスのベルガー戦の一つ手前の中ボスとして長男が待ち構えている。本作の第3ラウンドのボスのアビゲイルも最終ラウンドの中ボスの一番手として再戦する。
第2ラウンド後と第4ラウンド後にあるボーナスステージは転がってくるドラム缶をひたすら壊すだけであり、ボス戦のステージとグラフィックを共有するかたちで行われている。全て壊せば、1コンティニューアップ。
ゲームボーイアドバンス版 『ファイナルファイトONE』
2001年5月25日発売。実質的にAC版よりはSFC版およびガイ版をベースとした移植となっており、細かいキャラクターの動きの違いやアイテム構成、敵の配置などは概ねガイ版に準ずる（ジェシカ人形、1UP人形なども『ガイ』に引き続き登場）。本作のパッケージイラストは当時SNKから移籍したばかりの森気楼が担当した。
2015年7月29日からWii Uのバーチャルコンソールで配信。
本作ではSFC版では削除されていたラウンド4や場面転換時のシーン切り替えの細かい演出なども全て収録され、ガイ、コーディー、ハガーの3人とも使用可能で、本体2台にソフト2本と通信ケーブルを使えば2人同時プレイも可能である。
また、携帯ゲーム機の小型液晶でも見やすいように、デモの台詞などのテキストはフォントを大きくして漢字を入れるなど読みやすいように変更されている。
全体的にグラフィックや効果音や操作性はSFC版から大きく向上しており、画面内に出てくる敵数も最大6人へと増加しており爽快感も増している。また、本作の独自要素としてプレイ中に倒した敵の数がカウントされ記録されていき、その数に応じてシークレット要素が順次解放される仕様が盛り込まれた。
これらのシークレット要素の中には、『ストリートファイターZERO3』のコーディーとガイをプレイヤーキャラクターとして使用可能になるものがあり、それぞれキャラクター性能はオリジナル版よりも強化されている。また、ボス戦の前やステージクリア時は、新規に描き下ろしのバストアップのグラフィック（ただしソドム、ロレントと隠しキャラクターの顔は『ZERO3』版の流用）が表示され、会話シーンとなりストーリーが進んでいく。設定的には未来の『ZERO3』の世界から過去のAC版の時代へ迷い込んだというものになっており、キャラクターのセリフには過去のSFC版を踏襲したネタも盛り込まれていた（SFC版にステージ4が無いのは近道をしていたからなど）。
PS2版『カプコン クラシックス コレクション』
単独の移植ではないが、2006年3月2日発売のPlayStation 2用ソフト『カプコン クラシックス コレクション』内に『ファイナルファイト』がAC版そのままの移植で収録されている。だが、一部にノイズが入るバグがあった。修正版では無くなっている。
『カプコン ベルトアクション コレクション』
2018年、カプコンから発売されたオムニバスソフト。前述の『クラシックス～』同様単独の移植では無く、本作を含め7作品（上記の表を参照）のAC版が収録されている。
マルチプラットフォームソフト（家庭用ゲーム機ではPlayStation 4・Nintendo Switch・Xbox Oneの3ハード）のため、ソフトの仕様は基本的に3機種とも同じ（PC用の仮想ゲームプラットフォームであるSteamでも発売が予定されている）。通常の同時プレイのほか、初のオンライン同時協力プレイにも対応している。このほか、開発当時に描かれた設定資料・各種公式アートが閲覧出来る「ギャラリーモード」も実装されている。
『カプコンアーケードスタジアム』
2021年2月18日よりNintendo Switch、同年5月25日よりPlayStation 4、Xbox One、PC版が配信開始。カプコンの名作アーケードゲームが遊べるゲームセンターをイメージしたオムニバスソフトでソフト本体は無料。有料で追加できるDLC30タイトルの一つとして本作が収録されている。全タイトル共通の仕様として実際の筐体によるプレイをイメージした画像演出や、一定時間ゲームプレイを巻き戻す機能などがある。配信当初は30タイトル、もしくは10タイトルセットのみの提供だったが、2021年10月より個別タイトルごとの単品購入も可能となった。
携帯アプリ版『ファイナルファイト』
2004年に配信開始。キャラクターはガイ、コーディ、ハガーの3人の選択が可能で全6ステージ。ただし、技のアニメパターンの削減、デモシーンの廃止、背景グラフィックの簡略化がなされている。クリア後の隠し要素として、GBA版と同じく「Z-CODY（『ZERO3』仕様のコーディ）」「Z-GUY（『ZERO3』仕様のガイ）」を使える。アプリ選択時のイラストはGBA版パッケージと同じ森気楼のもの。
携帯アプリ版『ファイナルファイト』（メガアプリ・リメイク版）
2010年4月に配信開始。最新の携帯電話の規格に合わせて新たに発売された。前携帯アプリ版の容量の都合で削られていた要素を追加したことで、GBA版に近い仕様になったが、旧アプリにあった隠し要素「Z-CODY」と「Z-GUY」は本バージョンでは廃止された。また、敵キャラクターではF.アンドレのみ登場しない。
iOS（iPhoneアプリ）版 『カプコンアーケード』
2011年4月1日より配信開始。iPhone/iPod touch向けアプリの『カプコンアーケード』にアーケード版を収録。このソフト自体は無料配信だが、ゲーム内で1日に1回、3枚配布されるフリーチケット（有効期限は当日のみ）を使い、収録ゲームを選択して起動するシステムとなる。それ以上プレイしたい場合は別途で10枚セットの「コイン」を購入か、ゲーム単体を購入する必要がある。また、チート機能を追加できるスペシャルアイテムを追加パックで購入可能や、プレイ内容に応じてイラストギャラリーの解放など、時代や供給ハードに合わせた仕様が盛り込まれた。また、オープニングでジェシカの下着姿のシーンをカットしていたり、体力回復アイテムのアルコール関連は、外観のカラーを白に変更してスポーツドリンクのように見せるなどの変更点がある。

## 制作
元々はアメリカで大ヒットした対戦型格闘ゲーム『ストリートファイター』（1987年）の続編をカプコンUSA（カプコンのアメリカ法人）から要望されて、日本におけるベルトスクロールアクションゲームの傑作である『ダブルドラゴン』（1987年）の影響を受けて製作された。
当初は「ストリートファイター'89」という仮タイトルで開発が進められていたが、タイトルが発表された際、国内外から「これは『ストリートファイター』とは違う」という声が寄せられ、最終的に『ファイナルファイト』という別作品として発売された。
なお、『ストリートファイター』の続編は、1991年に『ストリートファイターII』として発売された。

### 開発
世界的なROMの高騰によりROMの容量を節約する必要があることに加え、『ロストワールド』でステージごとに異なる敵キャラクターを用意して「初見殺し」を誘発したことへの反省から、本作の開発に当たっては大きなキャラクターを用意してインパクトを出したり、キャラクターの動きをパターン化する方針が取られた。
たとえば、プレイヤーキャラクター3人のパターンは上半身と下半身に分けて作られ、このうちハガーは上半身のパターンがほとんど用意されなかった。また、敵キャラクターのうち、アビゲイルはアンドレのキャラクターグラフィックを流用してつくられた。
企画者の一人である西谷亮は、ゲーム文化保存研究所とのインタビューの中で、『ロストワールド』よりも少ない容量で開発を命じられた際はあきまんらががっかりしていたと振り返り、容量削減の観点から敵の噛んだガムを回復手段として利用しようとした際はプログラマーにいやそうな顔をされたと話している。
エンディングの演出は、本編で容量節約につとめた結果、十分なROMの容量が残されていたことから、あのような形になった。
コンティニュー画面で主人公にダイナマイトが括り付られる演出は、『ワイルドファング』や『忍者龍剣伝』といった他社作品からの影響をうけて作られた。

### セッティング
本作の企画者の一人であるあきまんはカプコン公式ウェブサイト内の「シャドルー格闘家研究所」にて、当時の社長である辻本憲三の方針により、『ストリート・オブ・ファイヤー』や『ストリートファイター』といった映画作品をもとにセッティングしたことを明らかにしている。また、あきまんは通訳からの勧めで当時の世界情勢についても研究し、セッティングに役立てたと話している。
本作のプレイヤーキャラクターのうち、ガイを忍者として設定した理由について、開発チームは当時のカプコンの方針や他社作品で忍者が登場しやすい傾向を挙げている。
もう一人のプレイヤーキャラクターであるマイク・ハガーは、『レ・ミゼラブル』の後半に市長として登場するジャン・バルジャンや、ニューヨークを舞台とした漫画『マッド★ブル34』をもとに設定された。
三人目のプレイヤーキャラクターであるコーディーのキャラクターデザインとパターン画は、開発チーム内で立候補した人物が手掛た。デザイナーがコーディーのパターン画を作成した際、歩く際に肩がぶれてしまったため、デザイナーの同期の人物の協力の末、コーディーの外見はデザイナーに近いものとなった。
本作の敵組織である「マッドギア」は、開発チームが本作よりも前に手掛けていた同名のゲーム作品にちなんで名づけられた。
また、敵キャラクターのうち、ワン・フーは『ティファニーで朝食を』に登場するユニオシをヒントに設定された。
その出自から『ストリートファイター』と世界観の共有が設定されており、後に本作のキャラクターは敵味方含め『ストリートファイターZERO』（1995年）シリーズを始めとする他の『ストリートファイター』シリーズにも登場している。人気キャラクターであるマイク・ハガーは『ストリートファイター』シリーズではプレイアブルキャラクターとしての登場は無いが、他シリーズの『マッスルボマー』（1993年）には「マイク“マッチョ”ハガー」のリングネームで登場している。
現在、商標などの全ての知的所有権はカプコンUSAが保持している（『ストリートファイター』シリーズなどと同様）。

### 音楽
本作の作曲家チームのうち、下村陽子はコンシューマ担当で他のタイトルのヘルプとして参加していた人物であり、ゲーム後半で使われている楽曲は、下村がもともとロケテスト用に作曲したものである。

### スタッフ
アーケード版
- プロデューサー：岡本吉起
- プランナー：[PON G]NIN（西谷亮）、AKIMAN（安田朗）
- プログラマー：KANEKON（金子清巳）、SHIN.（上山真一）、Tomiyan、Yokoyan
- ハード：KUCCHAN（口野真司）
- キャラクター・デザイン
  - オブジェクト：S.Y（山下智）、TISSUE、PRINCE
  - スクロール：[PON G-1]MIKICHAN（城戸美樹）、OKACHAN、[PON G2]FUKUMARY（福本容子）、[PON G-3]NISSUI（西辻朝枝）
- 音楽：藤田晴美（クレジットなし）、藤田靖明（クレジットなし）、松前真奈美（クレジットなし）、YOUKI CHAN PAPA（坂口由洋）、下村陽子[23]（クレジットなし）、高岡宏光（クレジットなし）、民谷淳子（クレジットなし）
- スペシャル・サンクス：CBX（新井幸雄）、POO（船水紀孝）、CHIN、YAMACHAN（山鹿久美）

スーパーファミコン版
- 企画：MICKEY（三並達也）
- 音楽、効果音：BULL（梶野俊夫）
- プログラマー：IMO（赤堀雅行）、YOSHILIM（吉田幸司）、LEO（伊藤嘉人）、IMG（いまがわはるのぶ）、KANEKON（金子清巳）
- オブジェクト・デザイン：LEXUS.M、FISH MAN（まつむらひろのり）、MAGURO、LAWSON、SHOJI.K
- 背景デザイン：MANASHI（本間雅子）、UCCHAN（うえだすすむ）、NONNON（ののむらななえ）、MIKI VAI（木嶋美紀）、KAKKUN（かくたゆかり）
- スペシャル・サンクス：T.ARTHUR（藤原得郎）、MAKICHAN

## 評価
アーケード版
- ゲーム誌『ゲーメスト』（新声社）誌上で行われていた「第4回ゲーメスト大賞」（1990年度）において大賞1位を獲得、その他に年間ヒットゲームで1位、ベストアクション賞で1位、ベスト演出賞で2位、ベストグラフィック賞で9位、ベストVGM賞で4位、ベストアルバム賞では本作のサウンドトラックが5位、ベストキャラクター賞ではマイク・ハガーが1位、ガイが2位、コーディーが7位を獲得した。
- ゲーメストムック『ザ・ベストゲーム』（1991年）において、『ゲーメスト』読者による全アーケードゲームを対象とした人気投票で第2位を獲得、同誌のコメントでは「格闘ゲームの頂点に立つ名作」、「ファイナルファイトの魅力は、個性豊かなキャラクターと何回遊んでも飽きのこないゲーム性」などと評されている。
- ゲーメストムック『ザ・ベストゲーム2』（1998年）において、『ゲーメスト』読者による全アーケードゲームを対象とした人気投票で第30位を獲得、同誌のコメントでは「横スクロールアクションの代名詞的作品」と評されている。また、同誌別頁では、「キャラが大きくアクションも派手、操作感もよくとにかく爽快なゲームである」、「大味に見えて、実はかなり緻密でシビアなゲームである」、「システム周りのバランスが非常によく取れた、格闘アクションの1つの理想形といっても過言ではない。この後発売されたマルチキャラクターのアクションゲームの礎となり、多大な影響を与えた作品である」と紹介されている。

スーパーファミコン版
- ゲーム誌『ファミコン通信』の「クロスレビュー」では合計29点（満40点）、『ファミリーコンピュータMagazine』の読者投票による「ゲーム通信簿」での評価は以下の通り24.61点（満30点）となっている。また、同雑誌1991年5月24日号特別付録の「スーパーファミコン オールカタログ」では「細かく描き込まれた背景や、ダイナミックなアクションが爽快」と紹介された。

| 項目 | キャラクタ | 音楽 | お買得度 | 操作性 | 熱中度 | オリジナリティ | 総合  |
| 得点 | 4.37       | 4.05 | 3.90     | 4.12   | 4.41   | 3.86           | 24.61 |
メガドライブ（メガCD）版
- ゲーム誌『ファミコン通信』の「クロスレビュー」では合計23点（満40点）となっている。
- ゲーム誌『メガドライブFAN』の読者投票による「ゲーム通信簿」での評価は以下の通り23.3点（満30点）となっている。

| 項目 | キャラクタ | 音楽 | お買得度 | 操作性 | 熱中度 | オリジナリティ | 総合 |
| 得点 | 4.1        | 4.1  | 3.6      | 4.0    | 4.1    | 3.4            | 23.3 |
- ゲーム本『メガドライブ大全』（2004年、太田出版）では、「やっとメガCDに移植された頃には、名作ゆえに『マネ』がごまんと作られ、しかも独自の進化を重ねていた。きっかり4年分、時代遅れになってたのは辛い」、「パンチの連射が利かず、主役3人のうち『ガイ』の動きが遅く、CD以外の効果音もしょぼく、殴ってる最中に必殺技のボタンを押しても受け付けられないなど、原作をやり込んでるとアラが目に付く」と評している。

ファミリーコンピュータ版
- ゲーム誌『ファミコン通信』の「クロスレビュー」では合計22点（満40点）、『ファミリーコンピュータMagazine』の読者投票による「ゲーム通信簿」での評価は以下の通り21.7点（満30点）となっている。

| 項目 | キャラクタ | 音楽 | お買得度 | 操作性 | 熱中度 | オリジナリティ | 総合 |
| 得点 | 4.2        | 3.3  | 3.5      | 3.7    | 3.8    | 3.3            | 21.7 |

## 続編
- ファイナルファイト2（1993年） - スーパーファミコン対応ソフトとして発売。ハガーのみ続投だが、『ガイ』でも削除された2人同時プレイが可能。
- ファイナルファイト タフ（1995年） - スーパーファミコン対応ソフトとして発売。コマンド技やステージ分岐などが導入された。ハガーに加えてガイも復帰している。
- ファイナルファイト リベンジ（1999年） - ジャンルは対戦型格闘ゲーム。アーケードゲームとして稼働し、後にセガサターン対応ソフトとして移植。

### 日本未発売のシリーズ
FINAL FIGHT "STREETWISE"
欧米にてPlayStation 2とXboxで2006年に発売。タイトルは『ファイナルファイト ストリートワイズ』と読む。開発は『ファイナルファイト リベンジ』の開発を行ったCAPCOM USAの子会社CAPCOM STUDIO 8。Xbox版はSecret Levelが担当し開発。現時点での『ファイナルファイト』シリーズ最新作。グラフィックは3Dで、『ファイナルファイト タフ』から3年後の物語で、メトロシティの街の中を行き行きし、10種類の様々なミニゲームがあり、地下格闘場やサイドミッションでお金を稼いだり、ジムでトレーニングをして技のスキルを上げたりなど、自由度の高いゲームとなっている。ゲームを進めながらアンドレも登場する他、『ストリートファイター』シリーズからキャミィも登場する。ガイやハガーも隠しキャラクターとして使用可能。また当初ソドムとポイズンも登場予定であったが最終的に削除された他、ハガーとガイももっと登場させる予定であったがそのシーンも、最終的に削除された。
このゲームの予約購入者にはコンセプトアーティストで主人公のカイル・トラバースの声も担当したトレント・カニウガが描いた、このゲームのコンセプトアートを含むプロモーションコミックが付属していた。
RZA、モス・デフ、フィア・ファクトリー、スリップノット、ソウルフライ、シャドウズ・フォール、オーペスらがサウンドトラックを提供していた。
このゲームが開発される前にCAPCOM STUDIO 8が2004年にリリース予定し、PlayStation 2用に開発していた、このゲームとは別の異なる内容の新作の『ファイナルファイト』のゲーム作品として『FINAL FIGHT: SEVEN SONS』を開発していた。このゲームとは異なるゲームプレイシステムやあきまんによるキャラクターデザインや、セル画調のグラフィックが特徴で、カメラ視点はレールカムを模倣し、初代から続く『ファイナルファイト』を模倣した様なベルトスクロールタイプの3Dアクションゲームとして計画され開発していた。出来上がったその『SEVEN SONS』のゲームをCAPCOM USAの会社側が「このゲームは面白いが、コアなユーザーにはビジュアル的に合わない」と言われ、開発者が会社側のその発言は「我々は全く気に入らない、アメリカのゲーマーが喜ぶようなテーマでアクションゲームを作り直せ」と言う意味で言ったと思い、さらに、日本のカプコン側がもっと斬新なゲーム性を求められ、また当時ゲーム開発にあたっていたディレクターらがカプコンから去り、『グランド・セフト・オート』の様な自由度がある、もっとアメリカ的なゲームを求められ、ゲーム開発の方針が変更された事などから、それがベータ版の段階で打ち切りとなり、『SEVEN SONS』のゲームのキャンセルに繋がり、代わりにこの『STREETWISE』のゲームが新しく開発され発売される事となった。しかし、『STREETWISE』の売り上げが7万本しか売れず、また評判もあまり良くなかった。発売後に開発元のCAPCOM STUDIO 8が閉鎖されており、『STREETWISE』の不振が影響して閉鎖されたのではないかとも言われていたが『STREETWISE』の発売の時点で閉鎖されることが事前に決まっていたとされている。
カイル・トラバース（Kyle Travers）
本作の主人公。コーディー（コーディー・トラバース）の弟。かつてはアメリカ軍海兵隊に所属していた。
普段はトレーニングジムへ通い、時折コーディーと共にメトロシティのとある施設の地下室で行われる「メトロシティ・ファイト・クラブ」に出場して生計を得ている。また、ここでのコーディーはカイルのセコンド兼マネージャーを勤めている。
本作ではコーディーが拉致されたために奔走する。熱血漢のコーディーとは違い、寡黙でクールな性格。また、ゲーム内のムービーで度々喫煙している姿が登場する。
ヴァネッサ・シムス（Vanessa Sims）
カイルのガールフレンド。職業はバーテンダー。
SGT・シムス（Sergeant Sims）
ヴァネッサの兄弟で、カイルの協力者。
キャミィ（Cammy）
本作では敵キャラクターとして登場。
コーディー・デス（Cody Death）
本作の敵キャラクターの一人で、洗脳されたコーディー。
ファーザー・ベルガー（Father Belger）
本作の最終ボス。初代の最終ボス・ベルガーの兄弟。
- その他の登場人物

ハンサム・ボブ、デイヴン・スティッフ、ニッキー・ウィーゼル、ツー・イル、ヴィトー・ブラッカ、ザ・ゴースト、ブレイズ、ロー・ザ・スキン、フェミニ

Final Fight DOUBLE IMPACT
2010年に日本国外で配信されたXbox LIVE アーケード用ソフト。初代『ファイナルファイト』と『マジックソード』（1990年）を同時収録した作品。ゲーム中のフレームはゲームセンター風に再現されている。BGMはアレンジ、目標を達成すると色々なボーナスをもらえる。

## 他作品とのクロスオーバー
- 『カプコンクイズ ハテナ?の大冒険』（1990年） - 本作をモチーフとしたステージが存在し、Gオリバーとアンドレとダムドがゲーム出題者として登場する。
- 『アドベンチャークイズ カプコンワールド2』（1992年） - 多数のキャラクターが敵として登場している。
- 『SNK VS. CAPCOM 激突カードファイターズ』（1999年）シリーズ（トレーディングカードゲーム版も含む） - 多数のキャラクターが全作品に登場している。
- 『カプコン バーサス エス・エヌ・ケイ ミレニアムファイト 2000』（2000年） - 登場ステージに「メトロシティ」が存在している。
- 『CAPCOM VS. SNK 2 MILLIONAIRE FIGHTING 2001』（2001年） - ロレントがプレイヤーキャラクターで登場している。
- 『SNK VS. CAPCOM SVC CHAOS』（2003年） - 数名の敵キャラクターがデモシーンに登場している。
- 『CAPCOM FIGHTING Jam』（2004年） - ガイがプレイヤーキャラクターとして登場。また、ニューヨークステージにコーディー、アレックスのエンディングにハガーとジェシカが登場する。
- 『NAMCO x CAPCOM』（2005年） - ハガーとガイがプレイヤーキャラクターとして登場。
- 『MARVEL VS. CAPCOM 3 Fate of Two Worlds』（2011年） - ハガーがプレイヤーキャラクターとして登場。また、背景に一部の敵キャラクターが登場する。
- 『ストリートファイター X 鉄拳』（2012年） - ポイズン、ロレント、コーディー、ガイがプレイヤーキャラクターとして登場。また、「Mad Gear Hideout」ステージにハガーや一部の敵キャラクターが登場する。
- 『鬼武者Soul』（2012年） - ガイ、ハガー、コーディー、ソドム、ダムド、ポイズンが登場し、武将として使用可能。
- 『Street Fighter X Mega Man』（2012年） - ロレントがステージボスで登場している。
- 『ストリートファイター×オールカプコン』（2014年） - 参戦タイトルに本作があり、多数のキャラクターが登場。